# Eduard Nößler
Eduard Karl Nößler (Schreibweise auch Nössler, * 26. März 1863 in Reichenbach im Vogtland; † 19. September 1943 in Bremen) war ein deutscher Organist, Chordirigent und Komponist.

## Biografie
Nößler war der Sohn eines Buchhändlers aus Reichenbach und Leipzig. Er absolvierte ein Lehrerseminar und dann das Konservatorium in Leipzig. Seine ersten Kompositionen entstanden 1883. Von 1885 bis 1886 war er Kapellmeister und Chordirektor am Bremer Stadttheater. Ab 1886 übernahm er die Leitung für die Kirchenmusik an der Liebfrauenkirche in Bremen und den Bremer Männergesangsverein. 1893 wurde er Organist und Leiter des Chors am Bremer Dom. Zugleich leitete er die Singakademie in Bremen. Er führte eine Vielzahl von Konzerten durch mit weltlicher und kirchlicher Musik. 1896 gründete er die Neue Singakademie, die er auch leitete. So leitete er auch ab 1898 den Instrumentalverein und den Männerchor Neue Liedertafel der Union von 1801, der künstlerischen Vereinigung in Bremen.
1907 verlieh der Senat der Freien Hansestadt Bremen Nößler den Titel eines Professors.
1925 übernahm er auch noch den Lehrergesangsverein und zusammen mit dem Domchor wurden verschiedene Konzertreisen, unter anderem nach Dresden, Wien, Salzburg und München, unternommen. 
Zu Nößlers Werken zählen Symphonien, Klaviersonaten, Chorstücke, Kirchenlieder und Theatermusik.
Der Verlagsbuchhändler, Exportkaufmann und japanische Konsul in Bremen, Maximilian Nößler, war Eduard Nößlers Bruder.
Um 1912 erwarb dieser ein Landhaus in Baden (Achim), wo auch sein Bruder Max ein Haus besaß.

## Ehrungen
1973 wurde im Bremer Stadtteil Horn-Lehe die Nößlerstraße nach ihm benannt.